# Baía do Ferro
A baía do Ferro é uma baía portuguesa localizada no concelho das Lajes do Pico, ilha do Pico, Açores.
Esta baía localiza-se entre a Calheta de Nesquim e a ponta de Gil Afonso.